# الماهرية
الماهرية

## الموقع الجغرافي في السودان

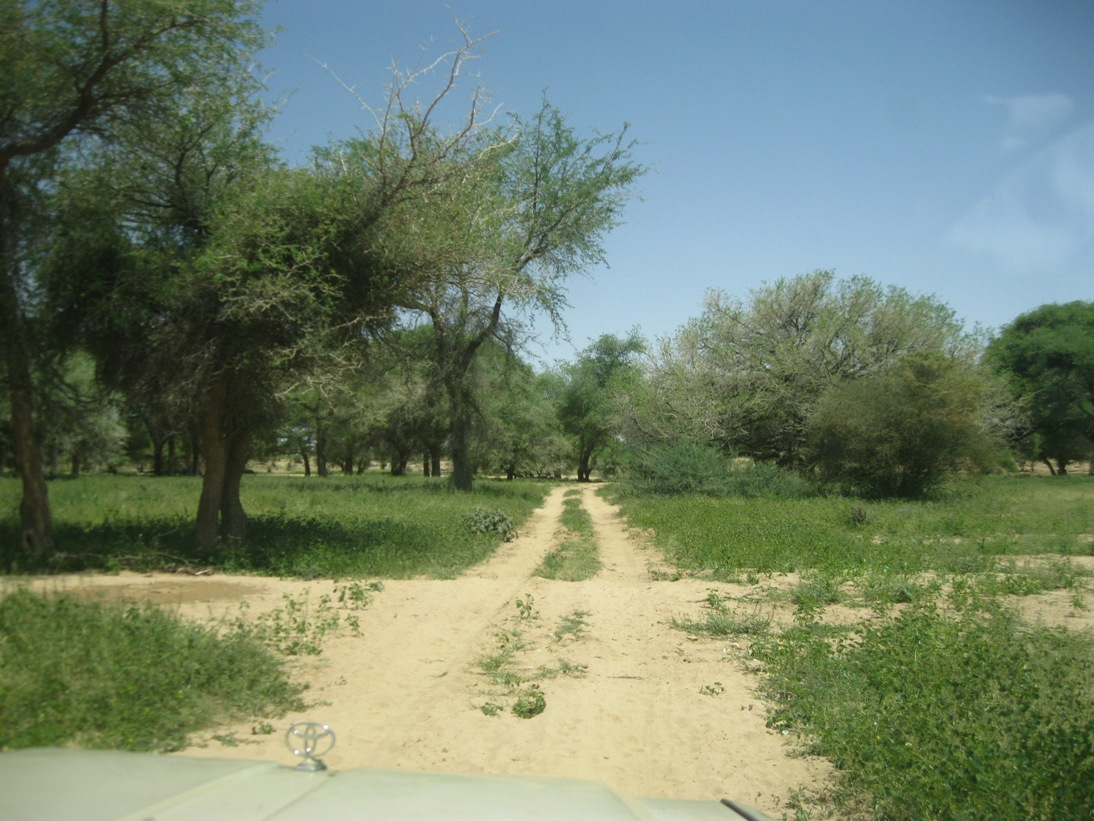
مدخل قرية غرير

تقع منطقة الماهرية ما بين خطي º 23.5 - º 26 شرق، وخطي º14.5 – º17 شمال في شمال دارفور في مناطق: غرير، أبوغردة، مزبد، الدور، فوراوية، وادي هور والوخايم. حيث تحدها من جهة الشرق قبيلة الميدوب ومن جهة الجنوب قبيلة الكيتنقا ومن جهة الغرب قبيلة الزغاوة ومن الشمال الغربي قبيلة البديات ومن جهة الشمال تمتد في الصحراء الكبري حتي الحدود الليبية.

## تاريخ الماهرية في السودان
كان أول زعيم لهم في الفترة الحديثة أي في عام 1778م فترة سلطنة الفور هو الشيخ جمعه لشبيك ، وفي عام 1802م خلفه إبنه الشيخ عثمان جمعه لشبيك واستمر حكمه خلال سلطنة الفور وحتي الحكم التركي في عام 1821م، وكان هو الحاكم السادس للقبيلة ومقره مزبد ، وخلفه إبنه الشيخ حسب الله عثمان جمعه بمزبد حتي مجئ الثورة المهدية.

### في الدولة المهدية
بعد وفاة محمد أحمد المهدي سعي خليفته عبد الله التعايشي لترحيل قبائل غرب السودان الي امدرمان ودعي الخليفة عبد الله التعايشي قبيلة الماهرية للهجرة الي امدرمان، قامت القبيلة بتلبية دعوة الخليفة، فأرسلوا اليه مجموعات من الإبل ومعها هدية شخصية عبارة عن هجينين من الجمال الاصيلة التي يستحسن العرب ركوبها، ولكن الخليفة ارسل اليهم مرة ثانية بالحضور الي امدرمان، فكتبوا اليه خطاباً معتذرين بحالة الطقس بأن الجو صيف حار، وانه بعد دخول فصل الخريف حيث يتوفر الماء سوف يهاجرون الي امدرمان ووافقوا ان يأتوا الي امدرمان وتحركوا حتي وصلوا الي رهد أبو جزيرة في كردفان، ووجدوا تلك الأراضي صالحة للرعي وفضلوا الإقامة بها، وأرسلوا الي الخليفة مناديب طلبوا منه السماح لهم بالأقامة في تلك المناطق، إلا ان الخليفة اعتبر ذلك عصياناً من قبيلة الماهرية وعدم رغبة في الحضور الي امدرمان، فقرر ضربهم وأسر زعيمهم حسب الله عثمان، فأرسل خطابين احدهما للشيخ حسب الله عثمان زعيم الماهرية وهذا الخطاب فيه تضليل، إذ اظهر لهم فيه عدم سخطه عليهم حتي لا يدع مجالاً للشك في انه يريد الغدر بهم، أما الخطاب الثاني فكان موجهاً لزعيم قبيلة الحمر الشيخ منصور، وأمره فيه ان يغزو قبيلة الماهرية ويقتل رجالهم ويقبض علي زعيمهم الشيخ حسب الله عثمان ومعه المال والإبل وما تبقي من أهله، ويقوده أسيراً الي امدرمان. واختلط الخطابان نسبة لقلة القراء في ذلك الزمن، وذهب الخطاب الموجه لقبيلة حمر الي الشيخ حسب الله عثمان زعيم الماهرية، والعكس خطاب قبيلة الماهرية ذهب لزعيم قبيلة الحمر، فأخذ الماهرية خطاب الشيخ منصور – زعيم قبيلة الحمر- الذي وصلهم عن طريق الخطأ وذهبوا به اليه، وعندما سمع بقدومهم لم يخفِ عنهم خطاب الخليفة الذي كان مرسلاً للشيخ حسب الله عثمان زعيم الماهرية وذلك لما اشتمل عليه من حديث طيب وليس فيه أي نوع من السخط أو الغضب، ففاجأه الماهرية بخطاب الخليفة التعايشي الموجه له، وعندما قرءوا له الخطاب عرف بأن الخليفة اراد الغدر بقبيلة الماهرية، وقال له الشيخ حسب الله إننا أتينا الي هنا بنية خالصة ولكن طالما ان الخليفة اراد الغدر بنا، فإننا سوف لن نذهب اليه وسنعود الي ديارنا التي اتينا منها، وانتم لستم جيشاً للخليفة ونرجوا أن لا تتعقبونا، وأذا اراد الخليفة أن يقتلنا أو يقتادنا الي امدرمان فاليرسل لنا جيشه.
و ايقن زعيم قبيلة الحمر بان الماهرية كشفوا خطة الخليفة وأرسل اليه خطاباً اوضح فيه بأن الخطابات اختلطت وان خطابه قد وقع في يد الشيخ حسب الله عثمان وعرف مضمونه وقرر العودة الي دياره التي اتي منها، وبالفعل عاد الماهرية واستقروا في مزبد وفقمه وغرير.
و بعد ان عرف الخليفة بان الماهرية قد وصلوا الي ديارهم واستقروا بها واطمأنوا، أرسل جيشين أحدهما الي الماهرية بقيادة العطا أصول وثاني الي الكبابيش بقيادة عثمان ادم جانو ، ولاحقاً تم توحيد الجيشين تحت قيادة العطا أصول، بعد قناعتهم بأن قبيلة الماهرية قبيلة قوية ولن يستطيعوا هزيمتها مالم يتم توحيد الجيشين، وتوجهوا بعد ذلك الي شمال دارفور لغزو قبيلة الماهرية، وبعد وصول الجيش الي الفاشر، أرسل عثمان ادم جانو مندوباً الي الشيخ حسب الله عثمان زعيم الماهرية، وخدعه بأن الخليفة قد عفا عنه، وطلب منه ان يأتي ومعه ذبائح وخيول وقرب للماء، ومعه فرسان قبيلته وأهل الرأي والحكماء لمقابلة الخليفة وتمهيد العودة الي امدرمان ثانيةً. فوافق الشيخ حسب الله عثمان وذلك لما أتي به المندوب من اعتذار من الخليفة وتراجع عن نظرته للماهرية.
و أخذ الشيخ حسب الله عثمان كل الأشياء المطلوبة وأتي الي الفاشر ونزل في وادي ود بيرا بالقرب من الفاشر، وأرسل عثمان جانو مناديب لاستقبالهم وضيافتهم حتي لا يشعروا بأن في الأمر خدعة، وفي ذات الوقت حاصرهم الجيش وقبض علي الشيخ حسب الله عثمان زعيم الماهرية ومعه فرسان القبيلة وأهل الرأي والحكماء دون أي مقاومة.
و بعد ذلك أرسل الجيش الي الماهرية في مزبد وفقمة والدور وحتي فوراويةو خرّب ديارهم بمزبد وقتل منهم ثلاثة الاف ونيف فيما عرفت بمجزرة الماهرية - القبور لا تزال موجودة بمزبد - وأصبحت اموالهم غنائماً في أيدي جيش الخليفة عبد الله التعايشي، وأخذوا ثلالثين ألف رأس من الإبل منها ثمانية الآف رأس لترحل بها قبيلة التعايشة الي امدرمان ويأكلوا ويشربوا منها في سيرهم حتي يصلوا الي امدرمان، وتسعة الآف رأس لترحيل الهبانية، وستة الآف لجيش عثمان ادم جانو بالفاشر، والباقي ارسل للخليفة عبد الله التعايشي في امدرمان.
و تم اقتياد الشيخ حسب الله عثمان أسيراً الي امدرمان ومعه اسرته وفرسان وحكماء قبيلته، وبقي في الأسر حتي أتي الأمير يعقوب أخو الخليفة عبد الله التعايشي وقال له إنني رأيت في المنام أن الشيخ حسب الله الماهري يصلي بنا، وقال الخليفة «لا شك في رؤيتنا» وعفا عن الشيخ حسب الله ونصبه زعيما علي أهله في أمدرمان، وأميراً من أمرائه ومنحه منطقة في امدرمان سميت ديم حسب الله - منطقة البوستة حاليا - وأصبح أحد قواد المهدية حتي استشهد ومعه أعداد كبيرة من فرسان قبيلته ومن بينهم إبنه محمد نور حسب الله في معركة كرري عام 1889م.

### في عهد الحكم البريطاني
بعد دخول الإنجليز البلاد قاموا بإرجاع كل القبائل التي تم تهجيرها الي امدرمان في عهد الخليفة التعايشي لمناطقها التي أتت منها؛ خوفاً من ان يحدثوا بعض الثورات، فعاد مهدي ابن الشيخ حسب الله عثمان مع علي دينار وموسي مادبو الي دارفور، حيث عُين علي دينار سلطاناً لدارفور، ورجع مهدي حسب الله الي غرير وأبو غردة مكان حكم والده، ورجع موسي مادبو الي أبو جابرة والضعين ليحكم أهله هناك، ومنح الشيخ مهدي حسب الله عثمان وثيقة من السلطان علي دينار عام 1907م تبيين الأراضي والحواكير التي للماهرية، واستمر يحكم هناك حتي ختلف مع السلطان علي دينار عام 1912م وكان سبب الخلاف ان السلطان كان يأخذ أي امرأة جميلة ويتزوجها عنوة، وكان الفيزان آنذاك متجاورين مع قبيلة الماهرية وزعيمهم يدعي قيد، وسمع السلطان أن هناك امرأة جميلة من قبيلة الفيزان تسمي نفيسة، فأرسل لإحضارها له، فقال له شيخ القبيلة «نفيسة ذبدة في أنف أسد» بمعني أنه لا أحد يستطيع أخذها عنوةً ورفض إرسالها له، فغضب السلطان منه وأرسل لهم جيشاً لغزوهم فرحل الفيزان متجهين الي ليبيا موطنهم الأصلي الذي كان يسمي بالسنوسية، وطلب السلطان من الماهرية معاونته فرفض الماهرية الطلب بخوض الحرب معه ضد الفيزان ، وذلك نسبةً لعلاقة الجوار التي كانت بينهم وأيضاً لعدم عدالة المطلب. وهزم الفيزان جيش السلطان ودخلوا ليبيا. لذلك غضب السلطان من الماهرية وقام بتجريدهم مرتين، الأولي ألف رأس من الإبل وألف سقا (قربة لحمل الماء) وألف سلبة من جلد الوحوش وألف رأس من الأغنام وعدد كبير من الخيول، ودفع الماهرية المطلوب منهم للسلطان ولم يرضَ عنهم وفكر في تجريدهم مرة اخري، وأرسل جيشه بقيادة التكنجاوي وكان في منطقة غرير، لكنهم رفضوا ذلك ودارت بينهم معركة هزموا فيها جيش السلطان وقتلوا قائده، وأرسل السلطان جيشاً آخر للمرة الثانية بقيادة سالم أبو حواء وهو من قبيلة البِديّات، الا ان الماهرية انفصلوا الي جزأين، جزء في الشمال وجزء رحل الي جنوب دارفور بسبب المجاعات التي حدثت في ذلك العام ولحق بهم سالم أبو حواء قائد جيش السلطان بمنطقة كبُم والتي هزم فيها الماهرية جيش السلطان مرة اخري، وفقد الماهرية في تلك المعركة العديد من فرسانهم وكان من بينهم الفارس عبد الجبار حسب الله عثمان وآخرون، وقد أقاموا لبعض الوقت هناك ثم استأنفوا سيرهم الي الجنوب ثم الجنوب الشرقي، حتي وصلوا الي أبو جابرة واقاموا هناك الي ان دخل الإنجليز الي الفاشر وقتلوا علي دينار وأسسوا الحكم الأنجليزي وكوّنوا الادارات الاهلية، فعاد الماهرية الي مناطقهم بعد ان هدأت الأمور واستتب الأمن في شمال دارفور عام 1916م، وآنذاك كان محمد دين حسب الله عثمان موجوداً بشمال دارفور، وكان يسكن في منطقة غرير شمال كتم، فدعاه المفتش الإنجليزي وعيّنه ناظراً للماهرية بدلاً عن أخيه الغائب بجنوب دارفور مهدي حسب اللع عثمان، إلآ أن محمد دين حسب الله اختلف مع المفتش الإنجليزي بسبب الضريبة في إضافة كشف بأسماء النساء الي كشف الرجال –آنذاك كانت ضريبة الرجال تسمي الدقنية وضريبة النساء تسمي الشعر- ففصله المفتش الإنجليزي عن النظَارة.
و في أثناء الاحتفال في زفّة سرفاية عام 1930م عُيّن مهدي حسب الله ناظراً لقبيلة الماهرية بدلاً عن أخيه محمددين حسب الله، ومُنح كسوة الشرف في عام 1930م وكان عُمد الماهرية آنذاك هم:
- مجازي مكي عمدةً أولاد حامد
- هرون كبير عمدة أولاد علي
- أسماعيل زاكي عمدة أولاد أحمد
- محمد حمدان سخيل عمدة أولاد قايد""
- متعافي عبيدة عمدةً أولاد مطر

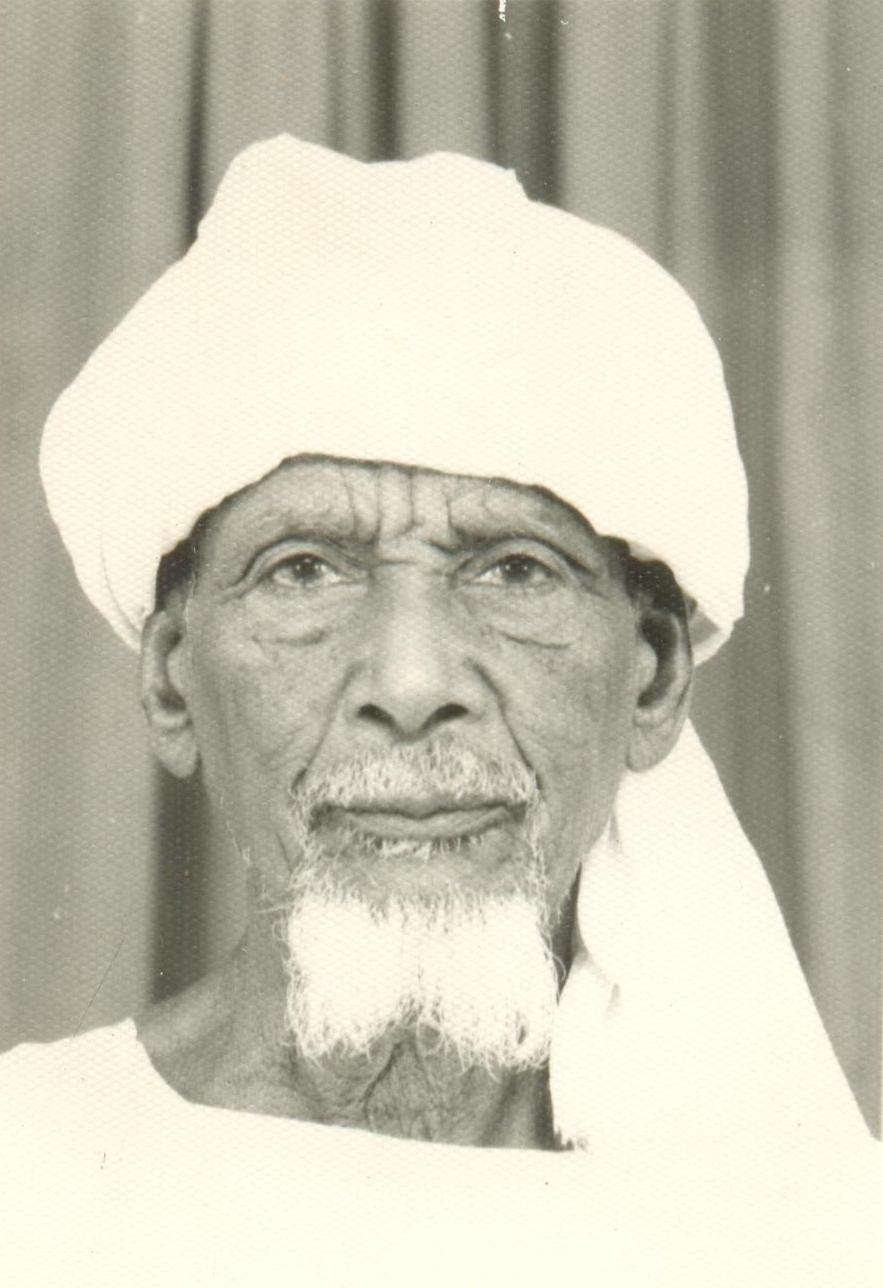
الشيخ/ الدود مهدي، ناظر عموم الماهرية

- مصطفي عبد الله ابونوبه عمدةً الحمدانية
- مقدم صابون عمدةً الشطية
- ""مهدي محمد حمدان""عمده أولاد حنانا""

و في مؤتمر الحلف عام 1944م عُيّن الشبخ الدود مهدي حسب الله ناظراً لقبيلة الماهرية ، وقام الإنجليز بضم بقية القبائل العربية الموجودة في شمال دارفور تحت نظارة الماهرية ، والقبائل هي:
الجلول وأولاد راشد وعمدتهم محمد هلال عبد الله
العريقات وعمدتهم جبريل حماد
الزبلات وعمدتهم أبكر عبد الباقي
العطيفات وعمدتهم جاد الله حولي
أولاد زيد وأولاد جنوب وعمدتهم محمد حموده
و أُطلق عليها اسم الرزيقات الشمالية لإرضاء الجميع، وصار الشيخ الدود مهدي حسب الله ناظراً لعموم الرزيقات الشمالية ، ومُنح إدارة قوامها محكمة جزئية وكان مقرها في غرير ولها خزينة مالية منفصلة ومدرسة، ومُنح كسوة الشرف في نفس العام 1944م واستمر ناظراً لعموم الرزيقات الشمالية حتي تصفية الإدارة الأهلية في عام 1969م.

### بعد الاستقلال
بعد إعادة الإدارة الأهلية عام 1983م تم تعيين الشبخ محمدين الدود مهدي حسب الله ناظراً لقبيلة الماهرية ، وتم شطر إدارة الجلول (المحاميد) وتم تعيين الشيخ موسي محمد هلال عبد الله ناظراً للمحاميد.

## تعدادهم
ليس هنالك تعداداً دقيقاً لعدد افراد قبيلة الماهرية في السودان بسبب الترحال والظروف الطبيعية في دارفور بالإضافة الي الحروب وأيضا اندماج العديد منهم في المدن والحضر، ولكن يقدر عددهم بحوالي مائة وخمسون ألف نسمة أو يزيدون، موزعون علي فروع رئيسية هي: أولاد حامد، أولاد قايد، أولاد منصور، الحمدانية، أولاد علي (العلي)، أولاد مطر، أولاد حنانه، أولاد ام سريرة، أولاد رفاعة، الحجايا .

## حياتهم

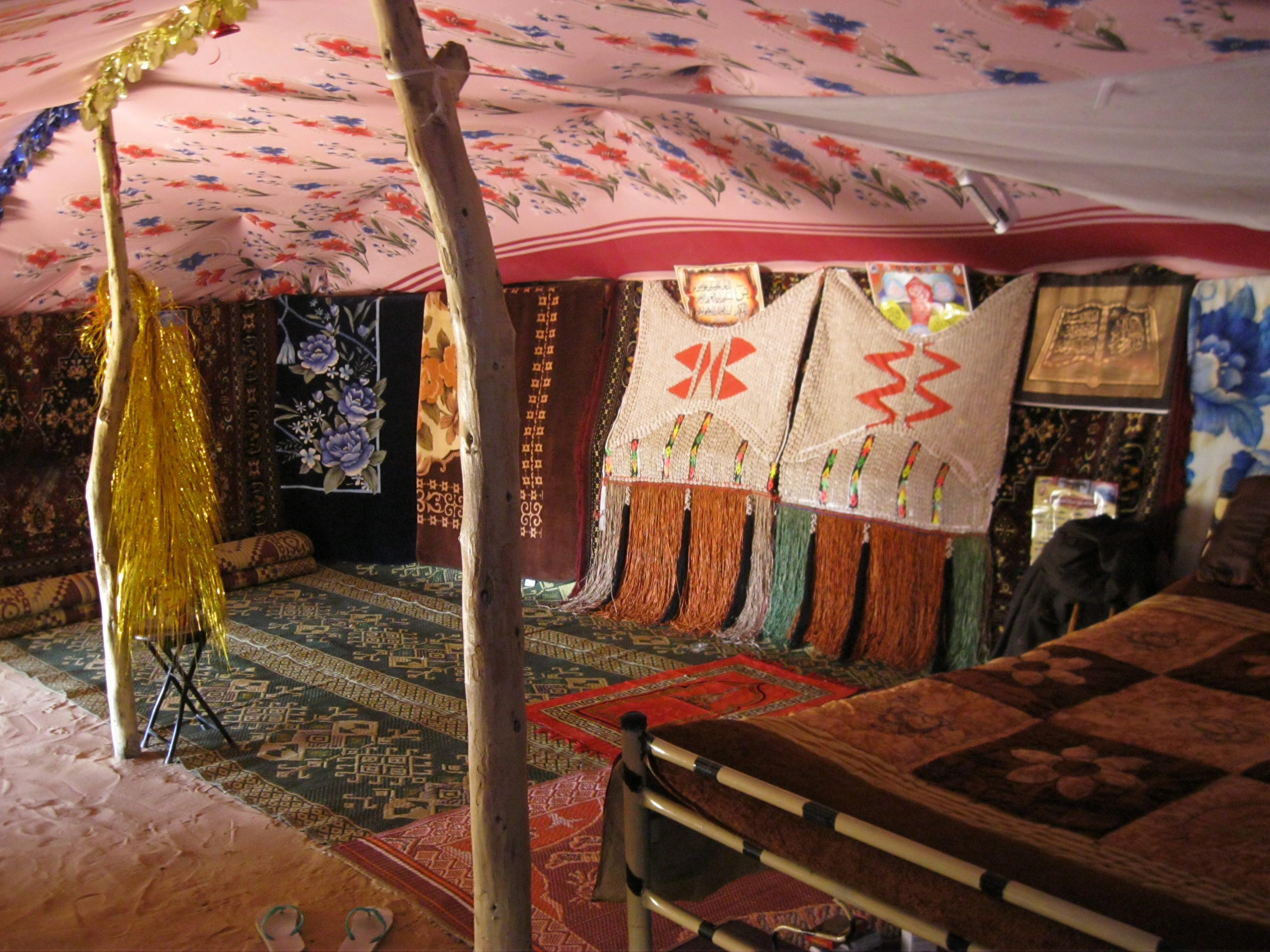
منزل الماهرية الرحل من الداخل

الماهرية من قبائل العرب الرحل والتي تعتمد اعتمادا اساسيا في حياتها علي رعي الإبل والمواشي الأخري وبسبب ذلك تكون القبيلة في حالة ترحال دائم بين شمال وجنوب دارفور في فصول السنة المختلفة صيفاً وشتاءً.
تتكون منازلهم من الخيام سهلة الفك والتركيب وأيضا بعض المباني الثابتة من القش والطين والطوب.
غذائهم يعتمد بشكل اساسي علي اللبن واللحوم والدخن.
هنالك العديد من أبناء القبيلة ممن استقر بالمدن وترك حياة البداوة والترحال واندمج في المجتمعات الخضرية.